# Kanton Montpont-en-Bresse
Montpont-en-Bresse is een voormalig kanton van het Franse departement Saône-et-Loire. Het kanton maakte deel uit van het arrondissement Louhans. Het werd opgeheven bij decreet van 18 februari 2014, met uitwerking op 22 maart 2015. Alle gemeenten werden overgedragen aan het kanton Cuiseaux.

## Gemeenten
Het kanton Montpont-en-Bresse omvatte de volgende gemeenten:
- Bantanges
- La Chapelle-Thècle
- Ménetreuil
- Montpont-en-Bresse (hoofdplaats)
- Sainte-Croix